# Monogamia

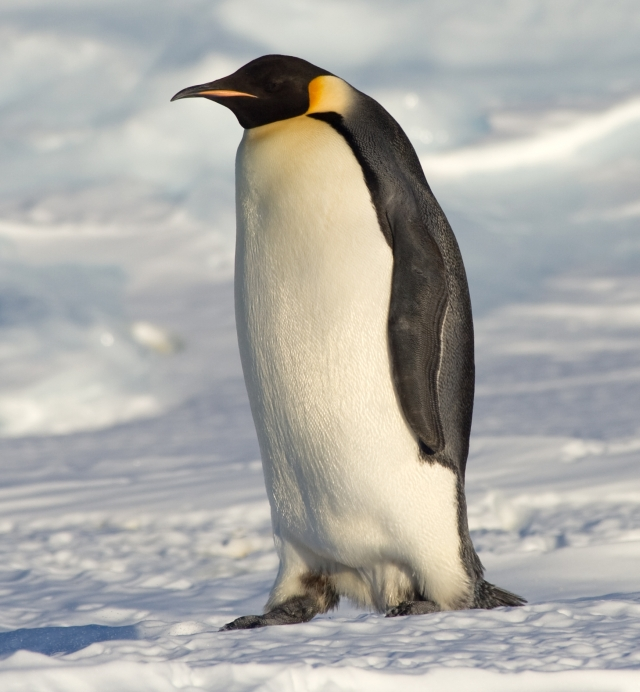
Il pinguino imperatore, la specie monogama per eccellenza

La monogamia, in etologia, per le specie a riproduzione sessuata è una forma di unione sessuale a carattere esclusivo, in contrapposizione alla poligamia in cui un individuo non ha un unico compagno.
La monogamia può riferirsi a una relazione esclusiva tra due esseri umani, a prescindere dalla loro unione matrimoniale. In biologia, la monogamia fa riferimento al comportamento riproduttivo, ricreativo e sociale di una specie, in cui un animale si accoppia con un unico individuo nel corso di una o più stagioni riproduttive.

## Etimologia
Il termine deriva dal greco mònos (μόνος), unico, e gàmos (γάμος), nozze.

## Le specie
La monogamia è massima fra gli uccelli, si stima il 90% delle specie, la cui prole necessita di entrambi i genitori per sopravvivere, mentre è rara fra i mammiferi con diversificazione tra i gruppi. In alcune specie di uccelli i due partner possono tradirsi a vicenda aumentando la propria fitness riproduttiva, senza però minare la stabilità della coppia, che coverà anche le uova derivate dall'inseminazione di altri maschi (copulazione extraconiugale). Specie di animali più noti per essere di tipo monogamo sono: pinguino imperatore (mentre uno ricerca cibo l'altro bada ai piccoli), alcuni lupi (ma il branco ha una dinamica molto complessa, con individui alfa a maggiore libertà e con accoppiamenti con individui sottomessi, oltre che col partner alfa), l'orso, lo sciacallo, il panda, la rondine, il tasso, il gerbillo, il falco, l'aquila, la sula, il cavalluccio marino, il cigno, il corvo, la volpe, alcuni tipi di pappagallo tra cui gli inseparabili.

## Sociobiologia
I biologi, antropologi biologici, ed etologi comportamentali spesso usano la monogamia come termine sessuale, se non genetico. Essi postulano i seguenti quattro aspetti della monogamia:
- Monogamia coniugale si riferisce a unioni di solo due individui.
- Monogamia sociale si riferisce a due individui che vivono insieme, praticano sesso con l'altro, e collaborano ad acquisire risorse di base, come un riparo e cibo.
- Monogamia sessuale si riferisce a due individui restanti sessualmente esclusivi l'un l'altro senza avere partner sessuali ulteriori.
- Monogamia genetica si riferisce alle relazioni sessualmente monogama con prove genetiche di paternità.

Quando gli antropologi culturali o sociali e altri scienziati sociali usano il termine monogamia, il significato è monogamia sociale o civile. La monogamia coniugale può essere ulteriormente distinta tra:
- matrimonio, una volta nella vita;
- matrimonio con un solo soggetto alla volta, a differenza di bigamia o poligamia;
- monogamia seriale, nuovo matrimonio dopo la morte o il divorzio del partner[2].